# Pelouses et forêts du Barséquanais
Pelouses et forêts du Barséquanais este o arie protejată (sit de importanță comunitară — SCI) din Franța întinsă pe o suprafață de 318 ha, integral pe uscat.

## Localizare
Centrul sitului Pelouses et forêts du Barséquanais este situat la coordonatele 47°58′19″N 4°31′52″E / 47.972°N 4.531°E.

## Înființare
Situl Pelouses et forêts du Barséquanais a fost declarat arie specială de conservare în baza directivei 92/43 din 1992 referitoare la conservarea habitatelor naturale și a faunei și florei sălbatice pentru a proteja 6 specii de animale.

## Biodiversitate
Situată în ecoregiunea continentală, aria protejată conține 4 habitate naturale: Pajiști uscate seminaturale și facies de acoperire cu tufișuri pe substraturi calcaroase (Festuco-Brometalia) (* situri importante pentru orhidee), Grohotișuri medio-europene calcaroase, de la nivel colinar și montan, Pajiști carstice calcaroase sau bazofile, de Alysso-Sedion albi, Fânețe de joasă altitudine (Alopecurus pratensis, Sanguisorba officinalis).
La baza desemnării sitului se află mai multe specii protejate:
- mamifere (5): liliac cârn (Barbastella barbastellus), liliac cărămiziu (Myotis emarginatus), liliac comun (Myotis myotis), liliacul mare cu potcoavă (Rhinolophus ferrumequinum), liliacul mic cu potcoavă (Rhinolophus hipposideros)
- nevertebrate (1): fluturele auriu (Euphydryas aurinia)

Pe lângă speciile protejate, pe teritoriul sitului au mai fost identificate 12 specii de plante, 6 specii de păsări, 2 specii de mamifere, 9 specii de nevertebrate, 3 specii de reptile.